# Helge Zimdal

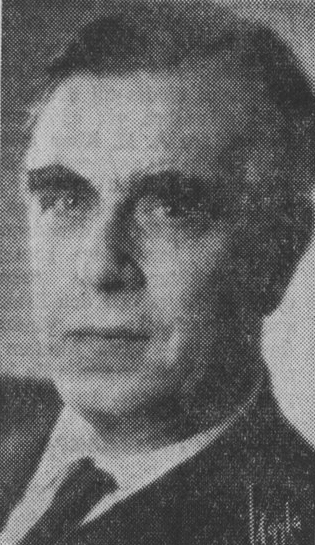
Helge Zimdal.

Helge Zimdal, ursprungligen Zimdahl, född 27 april 1903 i Alingsås, död 3 oktober 2001 i Hovås i Göteborg, var en svensk arkitekt och professor i arkitektur vid Chalmers tekniska högskola, känd för sina många skolhus.

## Biografi
Helge Zimdal växte upp i Alingsås, där hans far Elis Zimdahl var borgmästare. Modern Nancy Beck var danska till börden. Han gick gymnasiet på Göteborgs högre realläroverk och tog examen 1922. Innan arkitektstudierna i Stockholm gick han som lärling hos murare för att få praktisk erfarenhet av husbyggande. 
I samband med att Zimdal 1951 blev professor vid Chalmers tog han bort h:et ur sitt efternamn. Sonen Akke Zimdal var även han arkitekt.
Zimdal avlade examen vid arkitekturskolan på Kungliga tekniska högskolan i Stockholm 1927 och vid Konsthögskolan i Stockholm 1930. Hans lärare på KTH var bland andra Lars Israel Wahlman och Erik Lallerstedt. Efter examen från KTH började han arbeta för Hakon Ahlberg och sedan för Paul Hedqvist. Han deltog vid Stockholmsutställningen 1930 med möbler och textilier, möblerna delvis i samarbete med Carl-Axel Acking. 

### Ahrbom & Zimdahl

Gubbängens folkskola i Stockholm, ritningsstämpel med signatur av Ahrbom och Zimdahl, 1945.

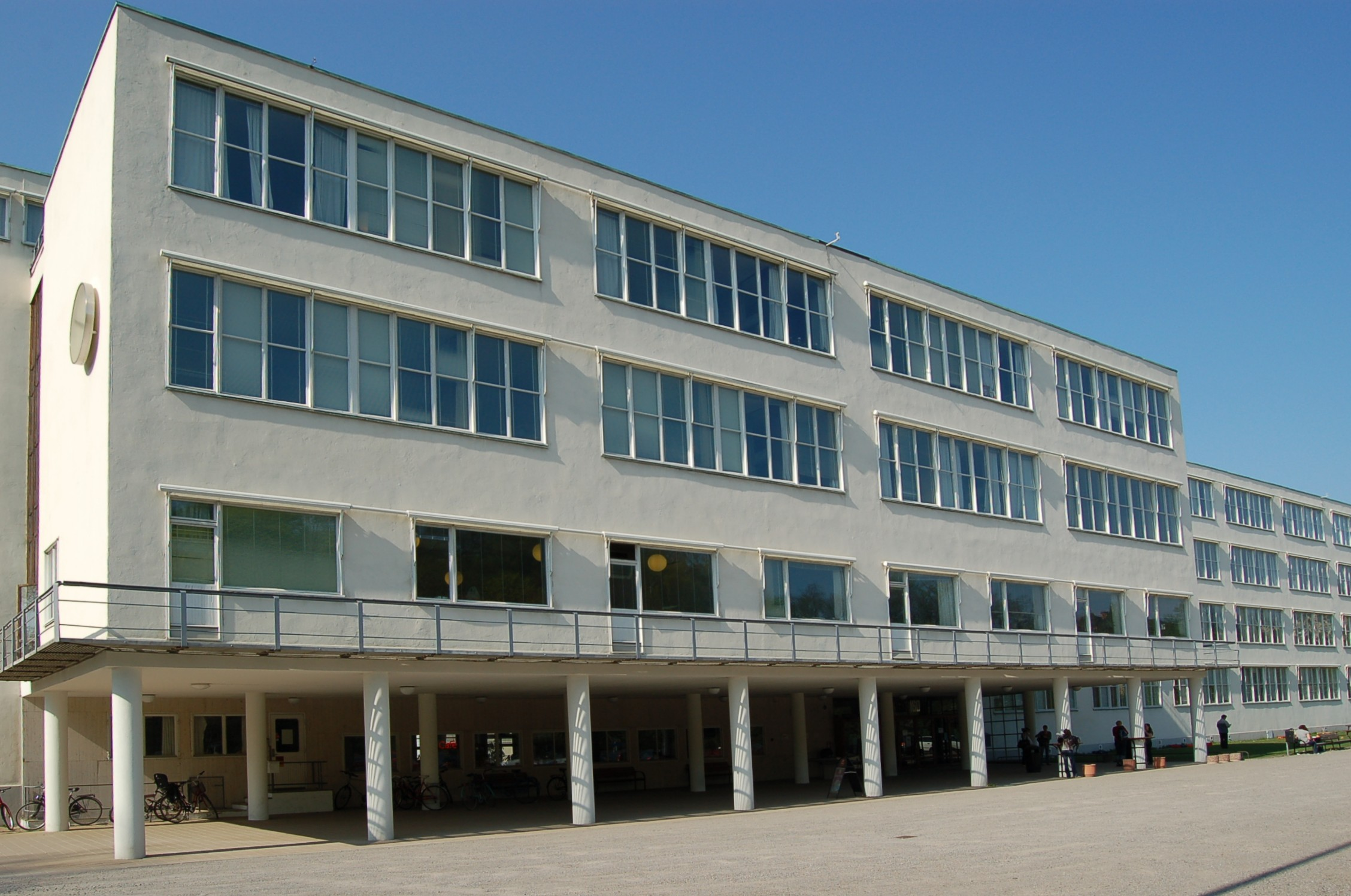
Flickläroverket vid Sveaplan i Stockholm, 1936, nu Socialhögskolan vid Stockholms universitet

På KTH hade han träffat Nils Ahrbom, som han drev arkitektkontoret Ahrbom & Zimdahl tillsammans med åren 1927–1951. 1931 vann de tävlingen om flickläroverket vid Sveaplan i Stockholm (nu Socialhögskolan). Det från början markant funktionalistiskt ritade skolhuset fick under projekteringens gång en något mjukare arkitektur, med inspiration från Danmark.
Ahrbom & Zimdahl ritade ett stort antal skolor i Stockholm, exempelvis Sveaplans flickläroverk (Sveaplans gymnasium) 1936 och Södra flickläroverket vid Skanstull (Skanstulls gymnasium) 1943. I Stockholm ritade arkitektkontoret även Eriksdalsskolan och Eriksdalshallen (1937) och Gubbängens folkskola och gymnasium. I övriga landet ritade de läroverk i Ludvika, Motala, Skara och Enköping. 
Ahrbom & Zimdahl ritade även flera projekt för Scania-Vabis från början av 1940-talet och fram till 1950-talet. De planerade och ritade en ny fabrik i Södertälje men även huvudkontor och laboratorier. Kontakten med Scanias Carl-Bertel Nathhorst som var svåger med Victor Hasselblad och satt i AB F. W. Hasselblads styrelse ledde fram till uppdraget att rita Hasselblads nya fabrik och kontor vid Kanaltorget i Göteborg.
I slutet av 1940-talet ebbade samarbetet med Ahrbom ut och avslutades formellt 1951. År 1951 blev Helge Zimdal professor i arkitektur vid Chalmers i Göteborg (1951–1970). Ahrbom var professor vid KTH åren 1942–1963.

### Göteborg

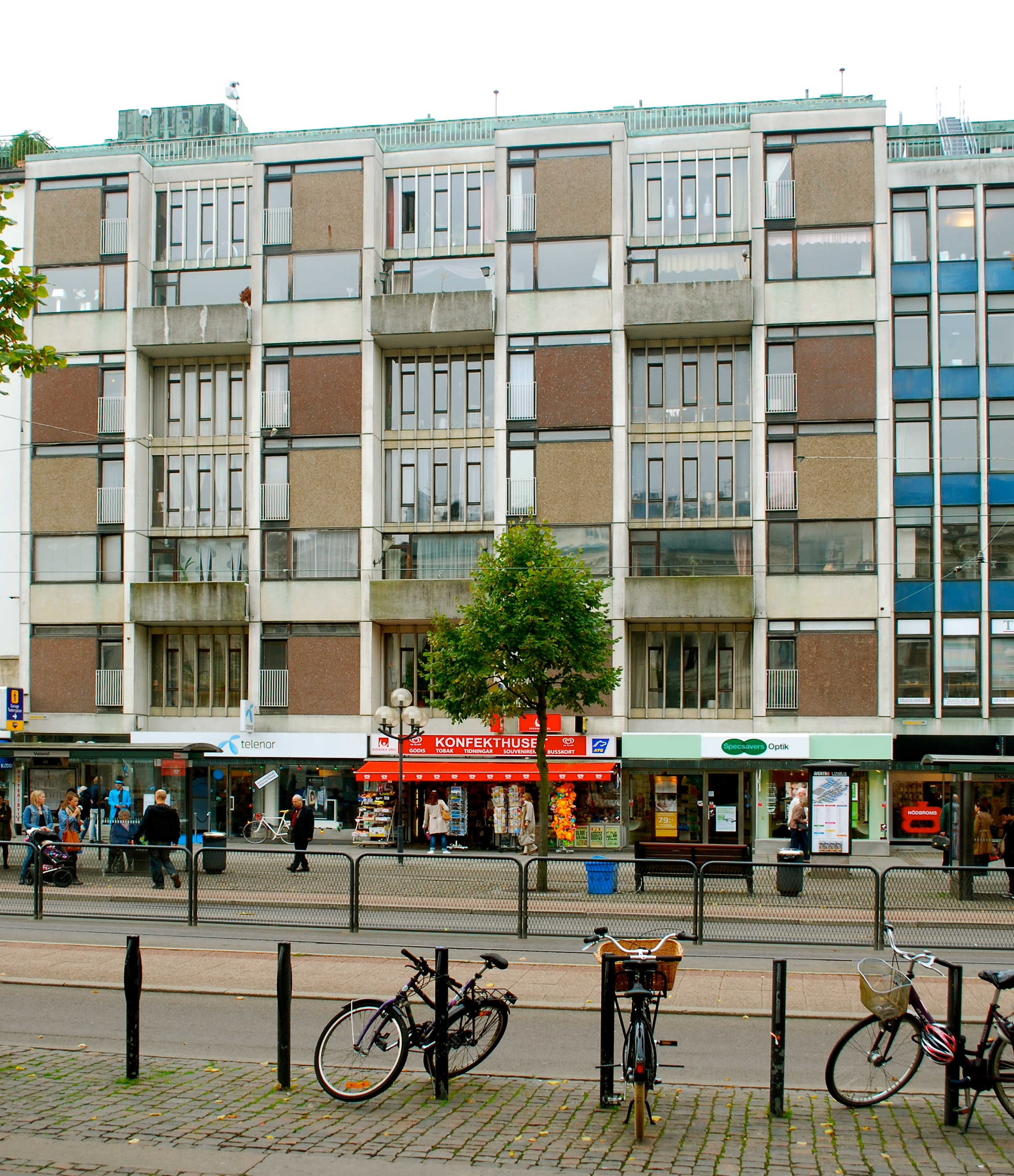
Kvarteret Borgeby

Zimdal fortsatte med sin arkitektverksamhet med eget kontor i Göteborg. Han kom bland annat att rita Volvo Flygmotors huvudkontor i Trollhättan och kvarteret Borgeby på Kungsportsavenyn. Flygmotors huvudkontor, som gavs i uppdrag av Gunnar Engellau, är ett av de tidigaste exemplen på kontorshus i Sverige som är uppfört med betongelement. Kvarteret Borgeby ersatte ett äldre hus som del i Avenyns omdaning. Zimdal ritade sedan även kvarteret Sturefors. Ett annat stort projekt vid samma tid var Yxhultsbolagets huvudkontor. 
I Göteborg kom han även att delta i utformningen av Biskopsgården. Zimdal fortsatte att rita skolor. Porthällaskolan blev Partilles nya centralskola med bibliotek. Skolan blev uppmärksammad för sin arkitektur och för att skol- och folkbibliotek integrerades. På Chalmers ritade han arkitekturskolan. Han kom även att rita familjens sommarhus, känt som Ankarboda, i Marstrand som stod klart i början på 1960-talet.
I rollen som professor på Chalmers var han med om den betydande expansion med utbyggnad av antalet platser. Han kom också att rita arkitektskolans nya byggnad på Chalmersområdet som stod klar 1968. Han var med och initierade nordiska utbyten. När han avgick efterträddes han av Lars Ågren.
Zimdals sista projekt var Sveriges ambassad i Brasília. Zimdal beskrev ambassadens utformning som "en intim svensk by med norrländsk brytning".
Zimdal var flitig som publicist i fack- och dagspress, där han ofta var tongivande. Han ville ha en kritisk och konstruktiv debatt om arkitektur och blev upprörd när arkitekturen blev "kallhamrad, känslolös, omänsklig och urartar till storskalighet, gigantomani och våldtäkter på naturen". Han reste ofta till Grekland och Italien, gärna tillsammans med sin familj, men även med kolleger, uppdragsgivare samt politiker. De personliga kontakterna var en lika viktig förutsättning som problemlösningen som sådan, ansåg han.

### Utmärkelser
År 1988 erhöll Zimdal Chalmersmedaljen som tillägnas den, vilken genom intresse och värdefull insats främjat högskolans verksamhet och utveckling.
År 2011 fick Zimdal en gångväg från Sven Hultins Gata till Kolonigatan i Landala Egnahem i Göteborg uppkallad efter sig, Helge Zimdals Gångväg.
Helge Zimdal var hedersarkitekt i Svenska Arkitekters Riksförbund (SAR). Han blev riddare av Vasaorden 1949.

## Byggnadsverk i urval
- 1936–39 Östergötlands länsmuseum, Linköping
- 1936 Sveaplans gymnasium, Stockholm
- 1937–38 Eriksdalsskolan, Stockholm
- 1937–38 Älvsjöbadet, Hagsätra, Stockholm
- 1945 Södermalms högre allmänna läroverk för flickor (Skanstulls gymnasium), Stockholm
- 1946–48 Gubbängens folkskola, Stockholm
- 1953 Kontor för AB Flygmotor, Trollhättan
- 1956–57 Yxhultsbolagets huvudkontor, Hällabrottet
- 1958 Blidvädersgatan, Södra Biskopsgåden, Göteborg
- 1958-60 Kungsportsavenyen 21-23, Göteborg[16]
- 1960 Kungsportsavenyen 34/Engelbrektsgatan 33/Lorensbergsgatan 19, Göteborg[17]
- 1961 ABF-huset, Stockholm
- 1966 Guldhedskyrkan, Göteborg
- 1968 Arkitektskolan på Chalmers, Göteborg
- 1968 Sjövalla Klint 10, villa vid Stensjön, Mölndal
- 1974 Sveriges ambassad i Brasília

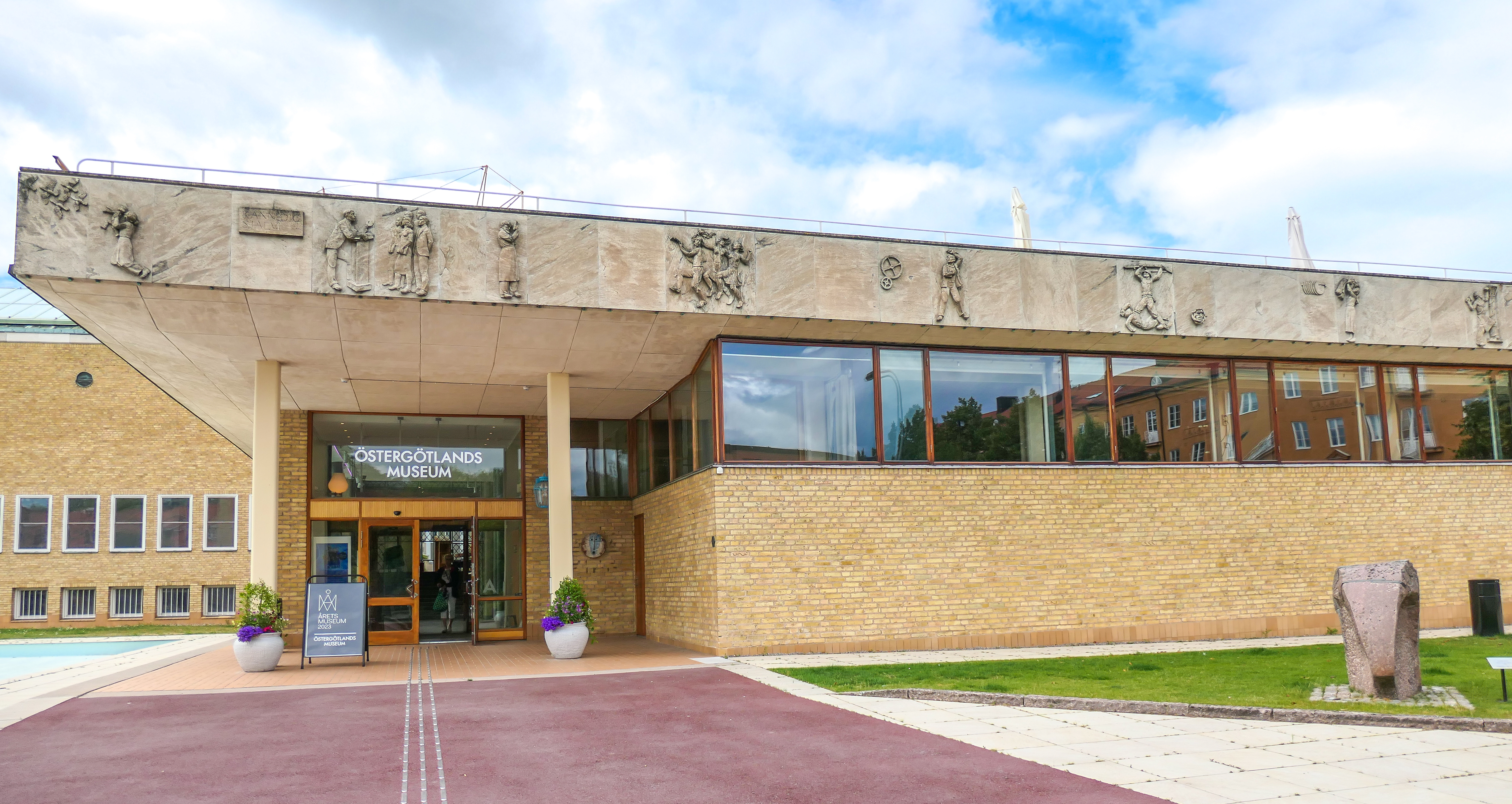
Östergötlands länsmuseum
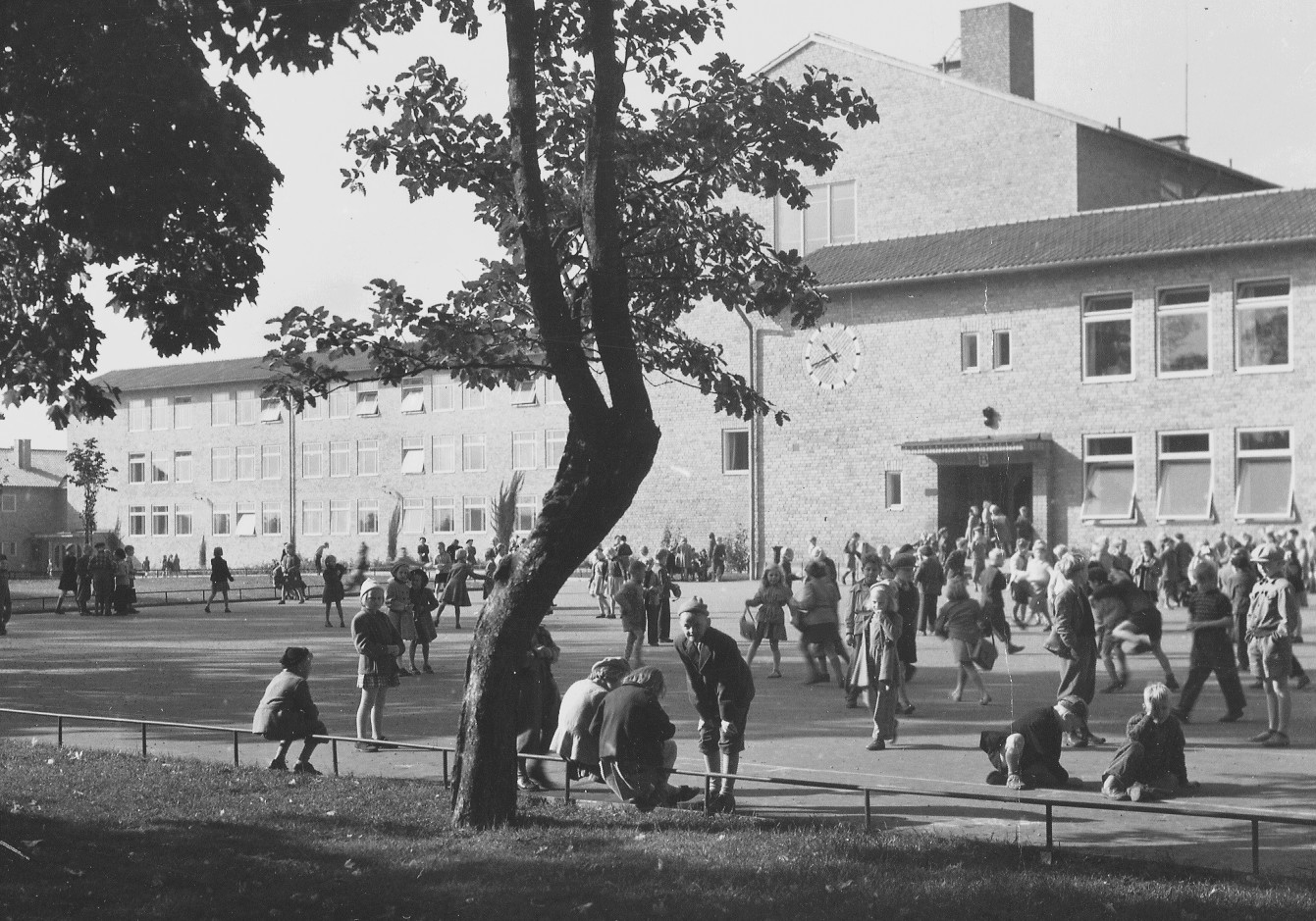
Gubbängens folkskola
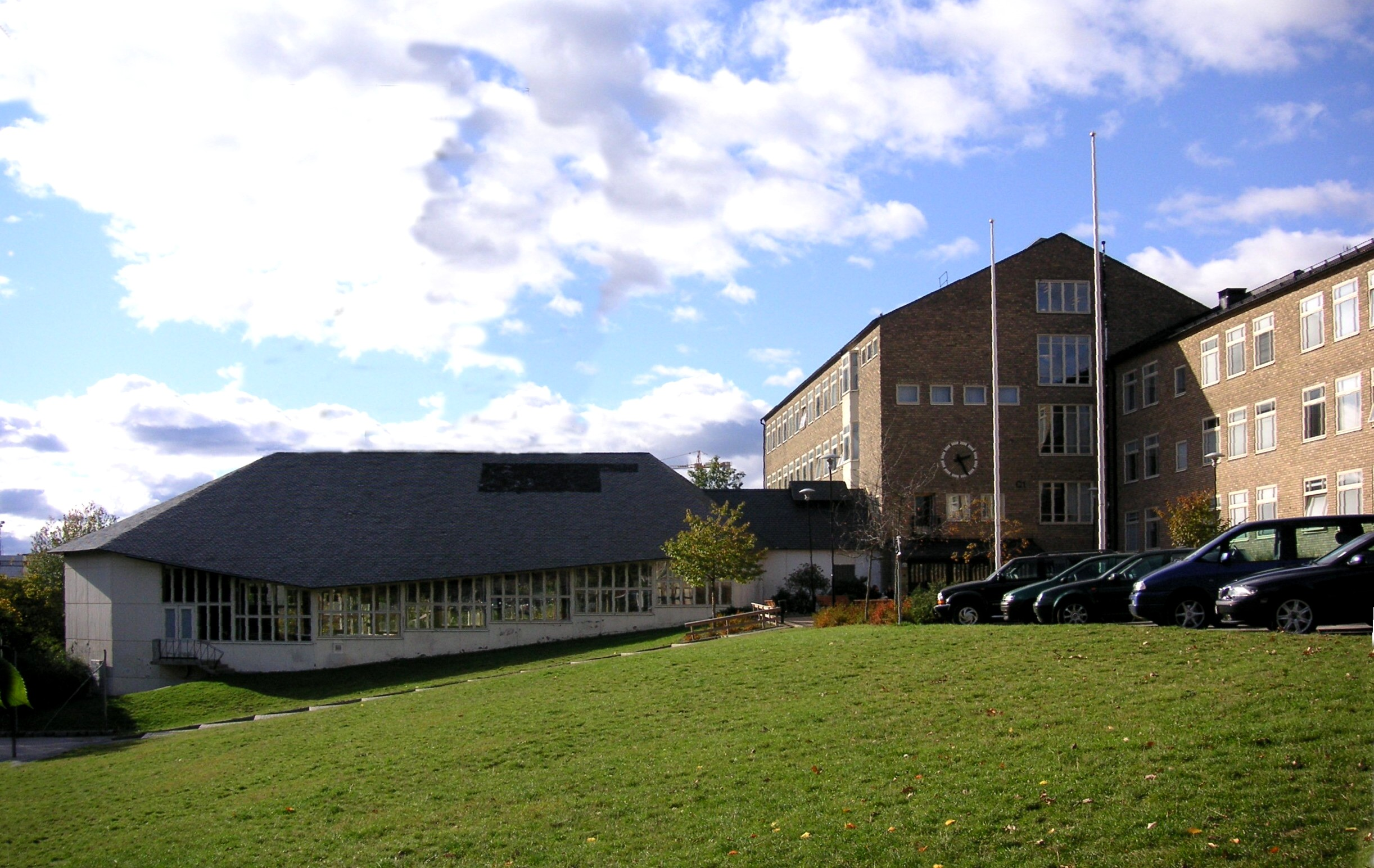
Södermalms högre allmänna läroverk för flickor i Stockholm
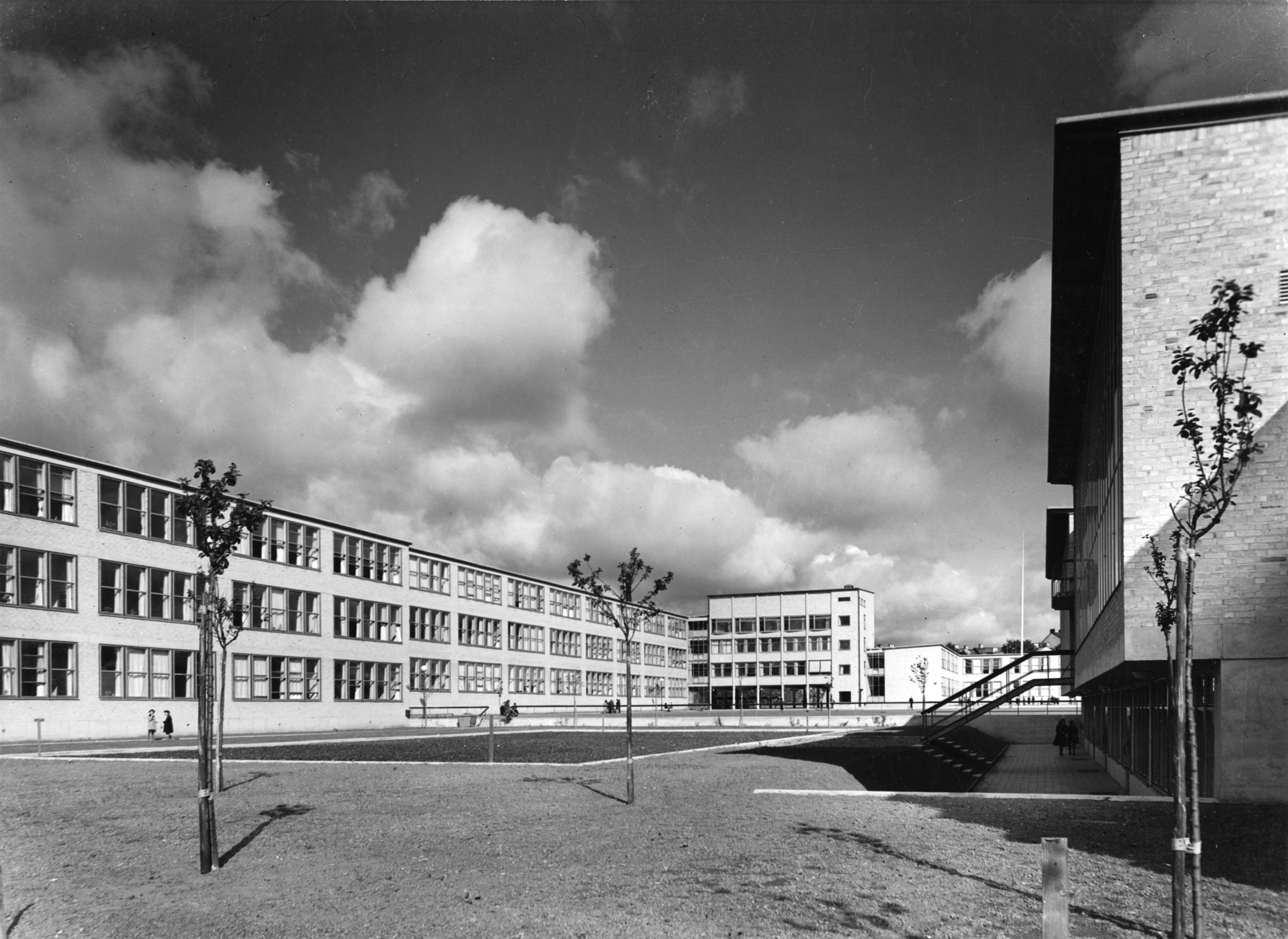
Eriksdalsskolan
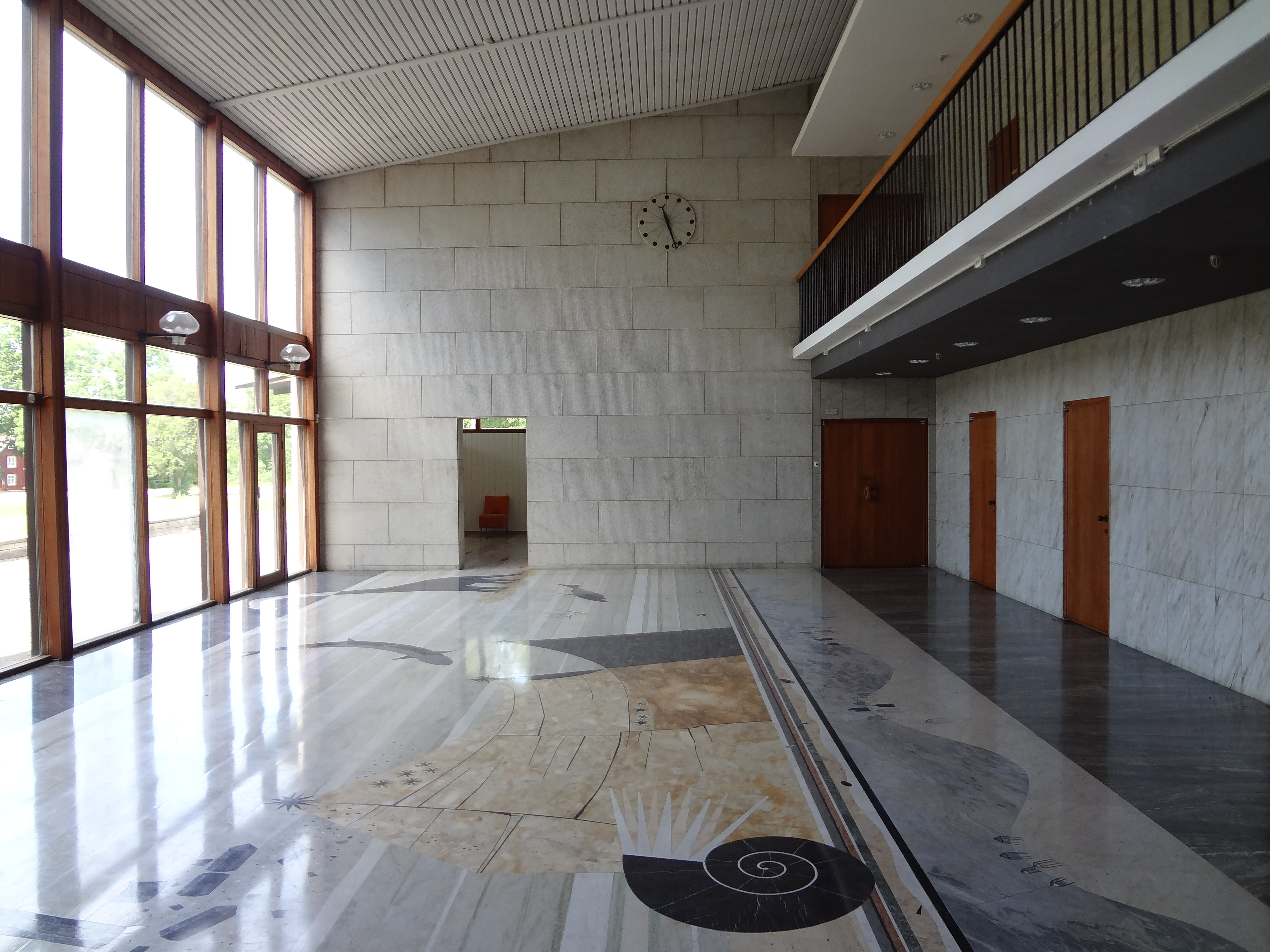
Yxhultsbolagets huvudkontor
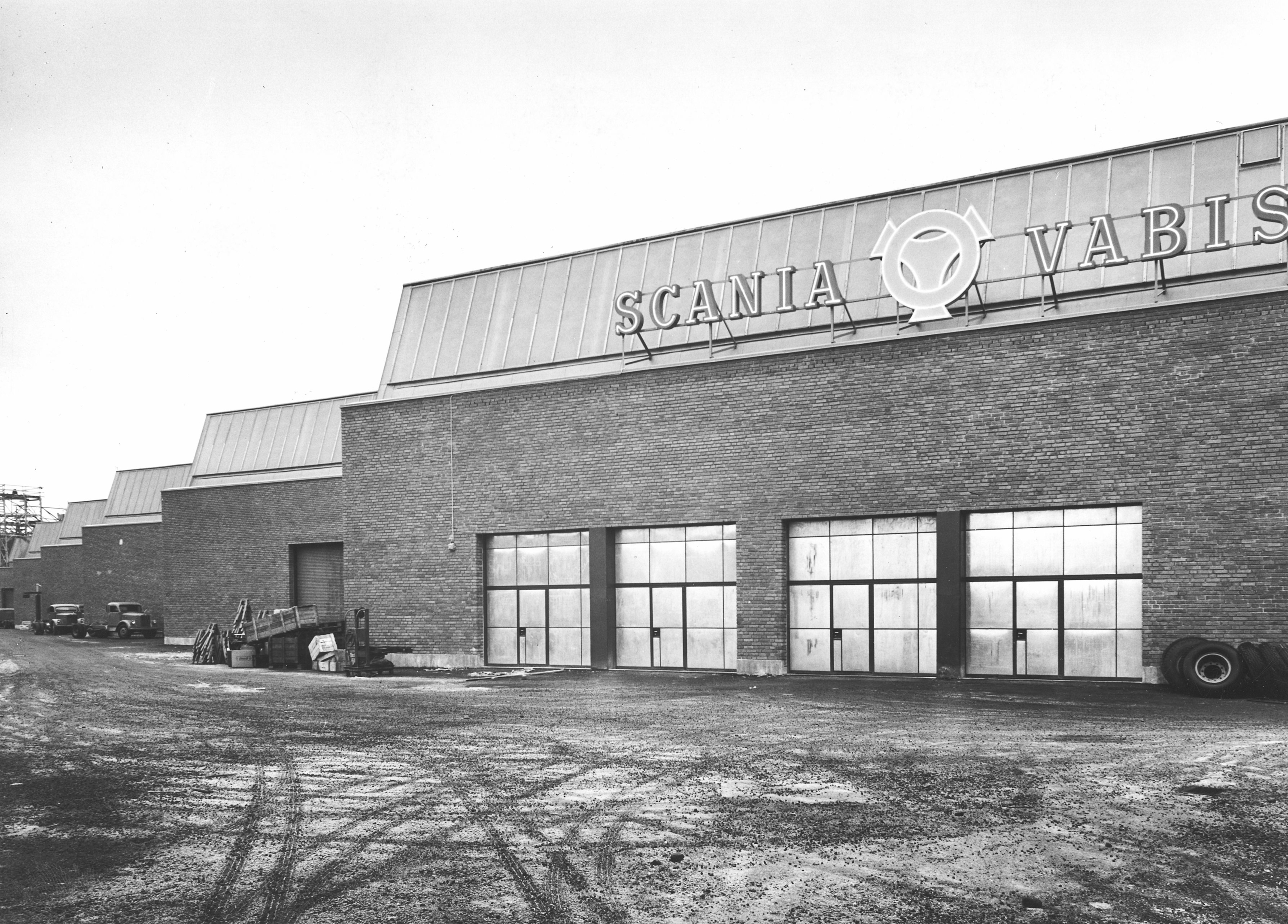
Scania Vabis fabriker
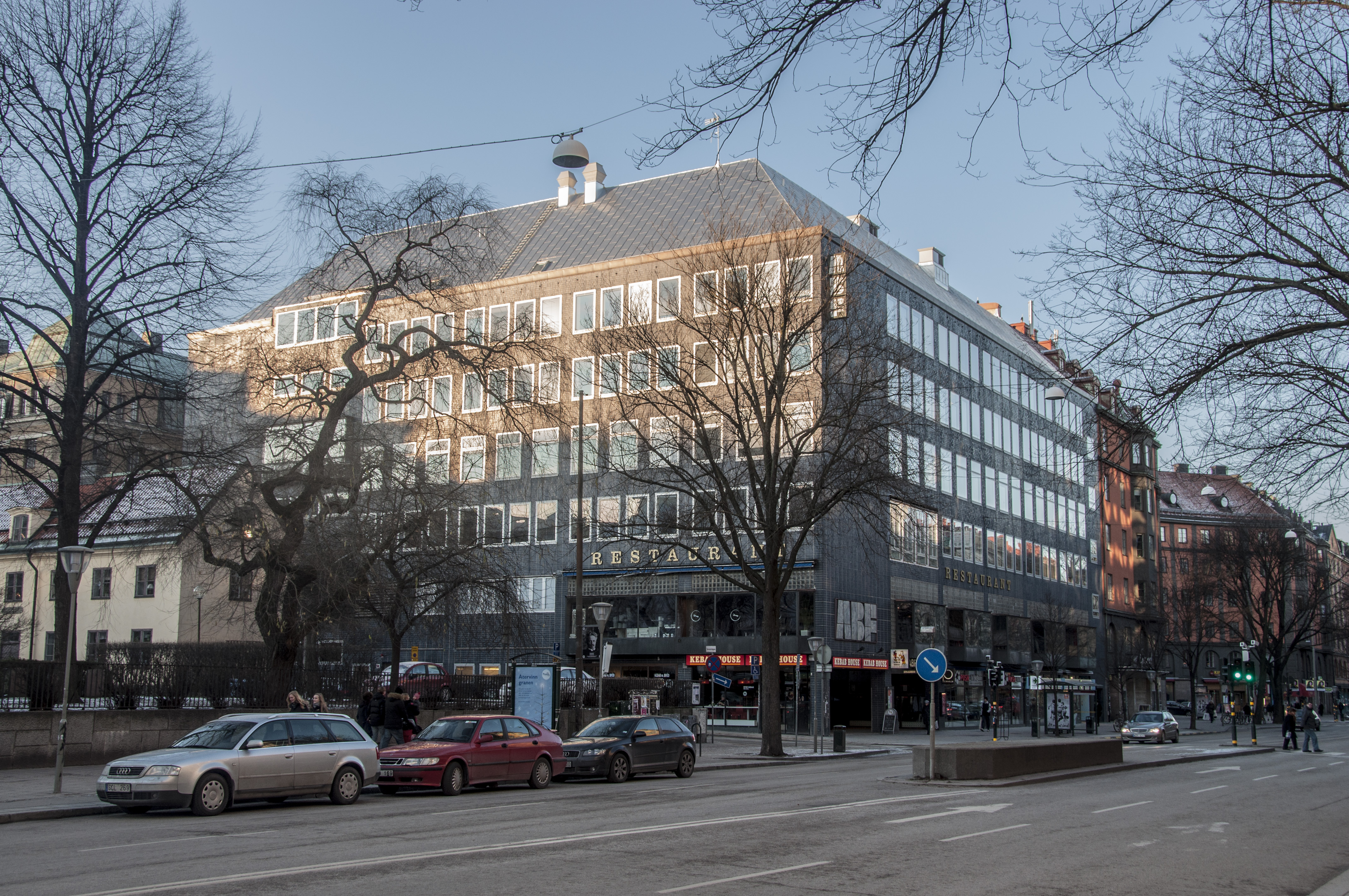
ABF-huset i Stockholm
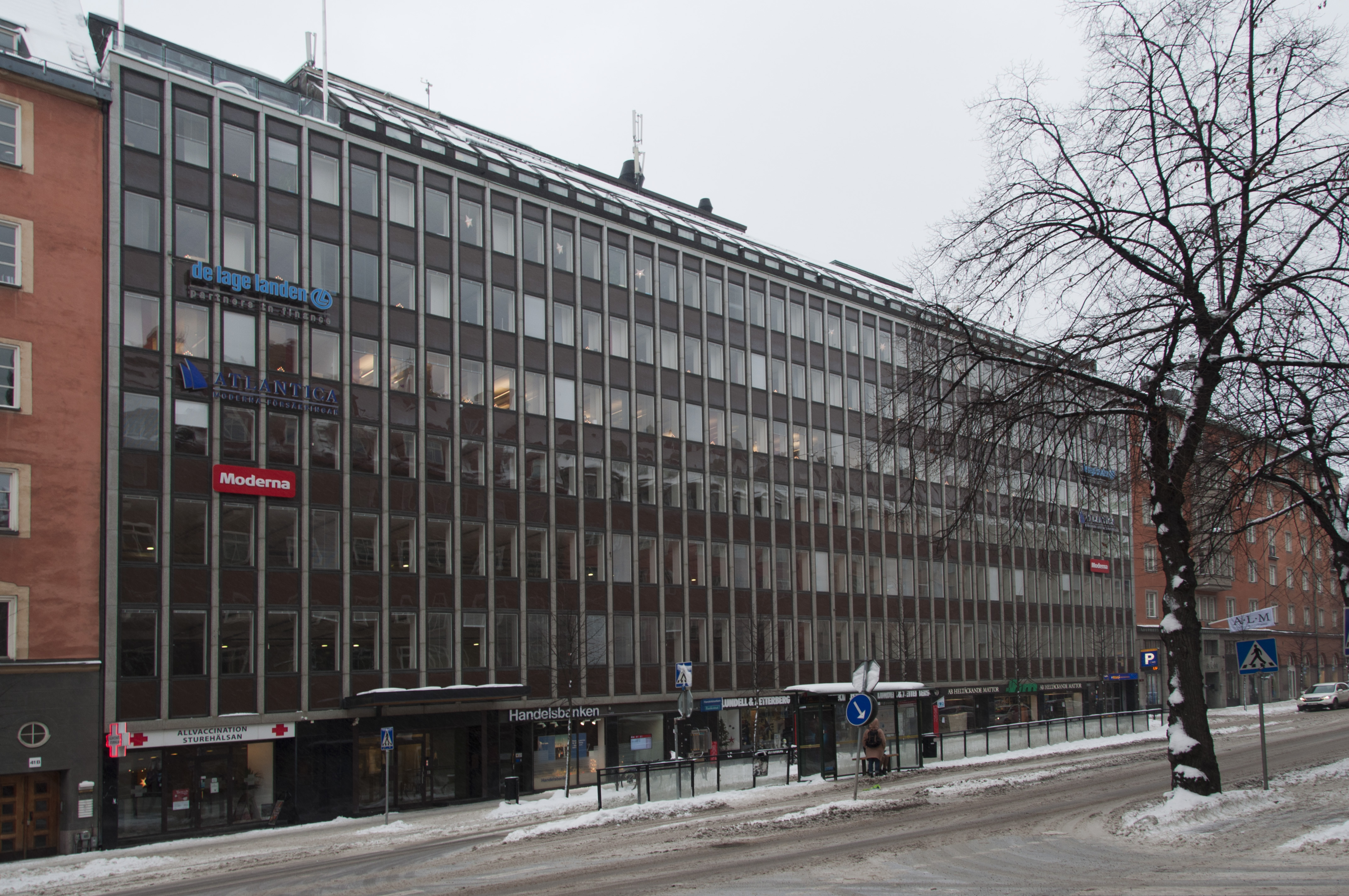
Försäkrings AB Valand på Birger Jarlsgatan i Stockholm, 1960
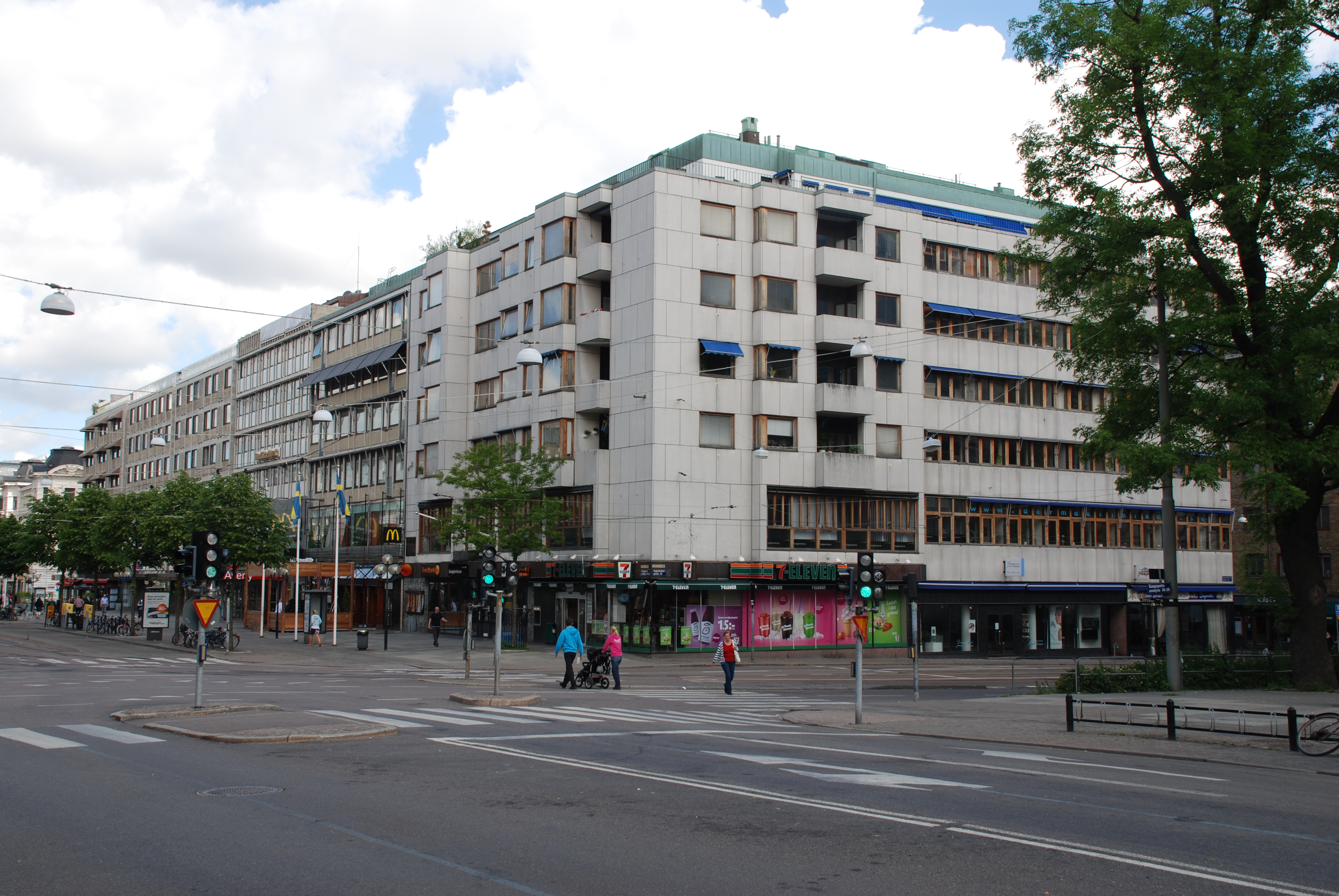
Kvarteret Sturefors
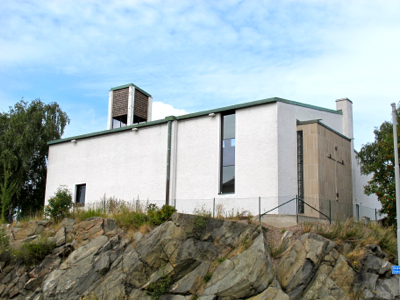
Guldhedskyrkan (1966)
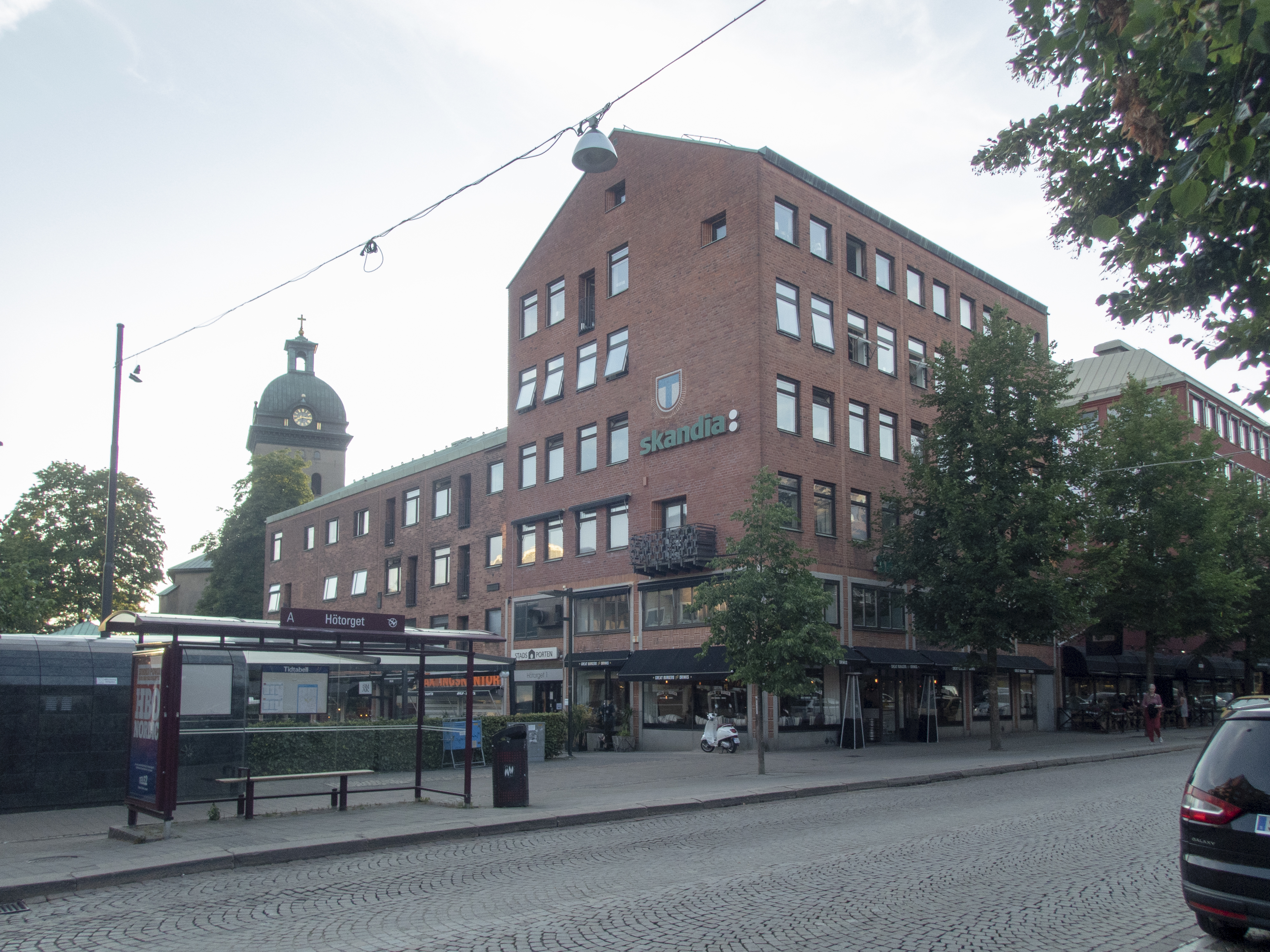
Thulehuset, Borås
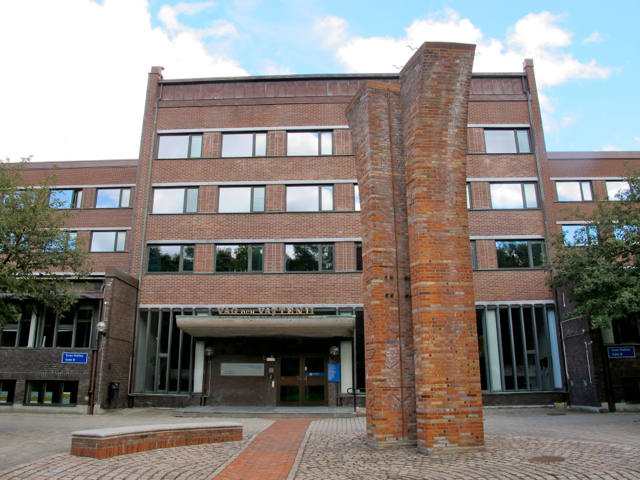
Väg och vatten, Chalmers
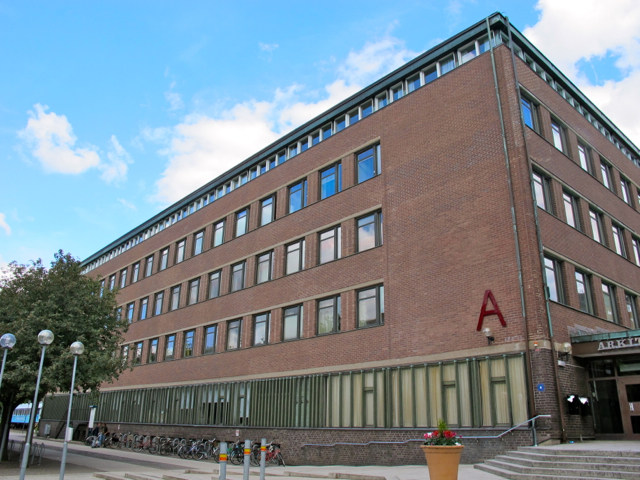
Arkitekturskolan, Chalmers